# Josep Soteras Marsal
Josep Soteras Marsal va néixer el 16 d'octubre del 1913 al Bedorc, Piera.
Va ser un escultor i artista pierenc. Treballava la ceràmica, la fusta i el marbre.
Va néixer en la masia  El Maset de la Costa, El Bedorc. Va ser inscrit com José Soteras Marsal el registre civil de Piera.
Va viure gran part de la seva vida en el barri de Gràcia, Barcelona.

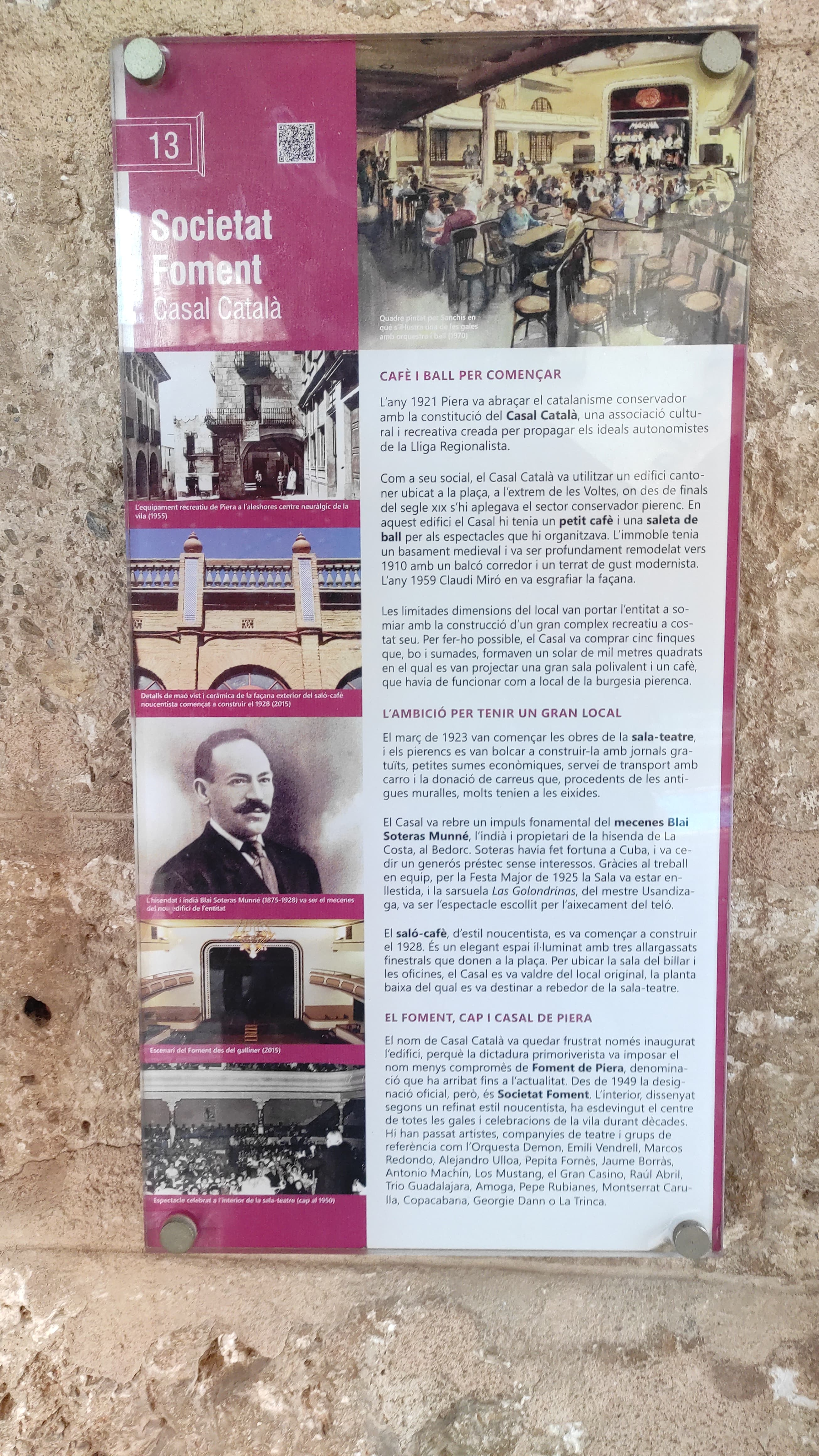
Blai Soteras, pare de Josep Soteras, mecenes del Teatre Foment de Piera

Els pares d'en Josep eren Blai Soteras Munné i Maria Marsal Creixell. El seu pare era propietari de la hisenda de La Costa (El Bedorc).
Blai Soteras va fer fortuna a Cuba i al tornar a Piera va acabant sent el principal mecenes del Teatre Foment de Piera en la seva construcció en 1923, llavors anomenat Casal Català. Soteras va cedir un generós préstec sense interessos per la construcció de la nova sala-teatre.

## Estudis de Josep Soteras
Des de l'any 1924 fins al 1929, el seu fill Josep Soteras, va estudiar Comerç en a l'escola de les Germanes de Sant Gabriel, a Sant Sadurní d'Anoia.
Seguidament, de 1929 fins a 1934, va estudiar a les Escoles Salesianes de Sarrià per a aprendre l'ofici d'Escultor, acabant els estudis el 27 de febrer de 1934.
El servei militar el va fer des de gener de 1935 fins a gener de 1936.
Es va casar a Piera el 19 de març de 1939 amb Mercedes Miragall Cariteu, amb la qual va tenir dos fills, un fill i una filla. Va quedar vidu el 23 de juny de 1955.
Va ser soci fundador del Foment Gracienc dels Arts de Gràcia el 28 d'octubre de 1947. El febrer de 1959 va aconseguir un Diploma d'Honor per participar en l'Exposició del Foment Gracienc. El 1972, en el XXV Aniversari de la seva fundació, li van lliurar la medalla de Soci fundador d'Honor com a homenatge.
Es va tornar a casar el 9 de gener de 1971 a Barcelona amb Carmen Gorgas Grabulosa, filla de Francisco Gorgas, un regidor de Sitges.
Josep Soteras Marsal va morir amb 78 anys el 17 de maig de 1992. Està enterrat en el cementiri de Montjuïc, Barcelona.

## Obra
El 9 de maig de 1928 mor Blai Soteras en el Bedorc i en 1934, Josep va fer la làpida del seu pare, modelant-la primer en fang i realitzant-la finalment en marbre. La tomba de Blai Soteras es troba en el cementiri antic de Piera.
En 1936, abans de la Guerra Civil, va treballar amb l'escultor Ferran Serra (Ferdinandus) en els esgrafiats de l'Església de Ódena, (estil barroc i renaixentista) que va ser cremada en la guerra.
Acabada la guerra en 1939, es treballava molt en escultura d'imatges religioses per restituir les imatges cremades durant el conflicte.
Josep va treballar en diferents tallers d'art religiós i després en el seu propi taller, al carrer de les Guilleries nº 15, a Gràcia, Barcelona.
En anys successius, va modelar en fang una estàtua de 2,20 metres de la Verge de l'Amor Bell per a fer-la en pedra artificial, el desti de la qual era Sant Vicenç de Montalt, a la residència de les Germanes de Sant Gabriel i va ser col·locada al jardí d'aquesta residència l'any 1942.
A l'Església de Piera va realitzar diverses talles: la Verge del Remei en talla policromada, beneïda el 8 de setembre de 1943 i la Verge de Montserrat copia exacta a la del camaril del Monestir de Montserrat, beneïda el 8 de setembre de 1963.
Per la capella de les Germanes de la Residència-col·legi, actualment la rectoría de la Parròquia de Santa Maria de Piera (abans Can Millán), va realitzar un Sant Crist de 60 centímetres, model propi, en talla vista (de fusta de bedoll) i una Verge de Montserrat, de 50 centímetres (en talla vista, de fusta de bedoll). Abans de la remodel·lació de la façana de la parròquia, va haver-hi un escut en pedra artificial realitzat també per Josep Soteras.
Per a l'Església del Bedorc (Piera), va tallar una imatge, model propi, de Sant Sebastià de 1,60m, en fusta vista de bedoll. Va ser inaugurada junt la construcció de l'Església, per l'Arquebisbe de Barcelona, Dr. Gregorio Modrego, l'11 d'abril de 1966.

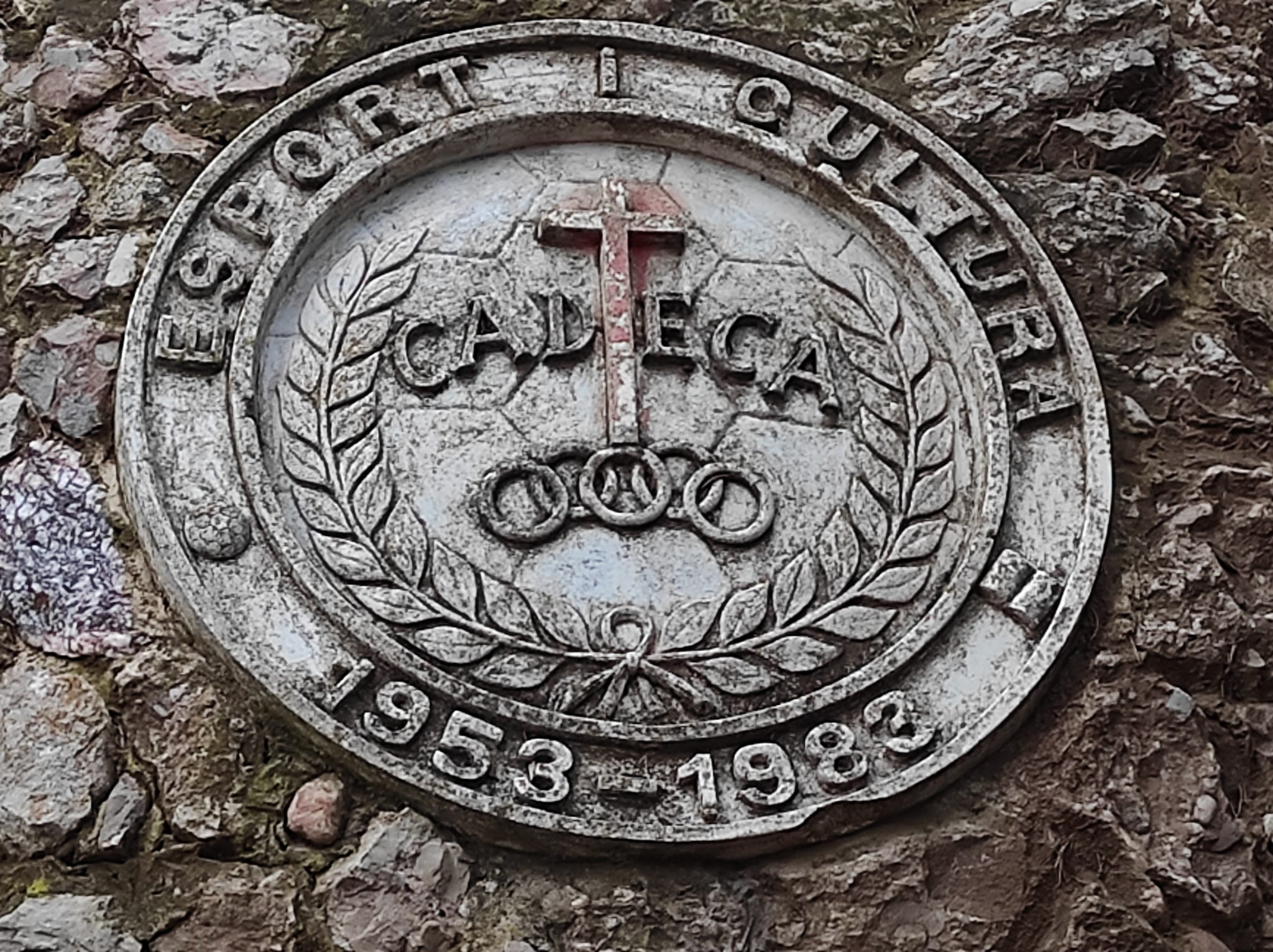
Medalló de CADECA (Campionats Esportius Catòlics) en el camí de Sant Miquel, Monterrat fet per Josep Soteras Marsal

A la muntanya de Montserrat hi ha un medalló relleu de 65 centímetres de diàmetre fet per Josep Soteras, que pertany a C.A.D.E.C.A (Campionats Esportius Catòlics), un campionat ja extint, realitzat en fang i després en pedra artificial. El medalló va ser beneït a l'abril de 1983 pel pare Castañer de Montserrat. Es troba en el camí de San Miguel, gairebé al costat del monument de Pau Casals.

## El Sant Crist de Piera actual (1941)
La seva major obra va ser l'actual Sant Crist de Piera, patró de la vila de Piera.
L'antic Sant Crist de Piera, era una imatge religiosa que datava del segle XVI o XVII, tot i que fins ara es datava del segle XIII, el seu estil gòtic no encaixa en l'estil del segle tretzè. L'antiga imatge es va conservar fins al 1936.
El 21 de juliol de 1936, un grup d'anarquistes de la CNT van irrompre a l'Església Parroquial de Piera, com a resposta al cop d'estat del 18 de juliol, amb la voluntat de cremar al Sant Crist. Li van calar foc, van marxar i uns devots van amagar la imatge a un hort proper a l'església.
L'endemà, 22 de juliol, van tornar el mateix grup anarquista i van aconseguir cremar la imatge per complet a l'actual Plaça del Sant Crist. D'aquesta crema sol es va poder rescatar una mà, un dit i un clau, actualment tot conserven en una urna dins del santuari del Sant Crist de Piera, menys el clau. El Josep Soteras afirmava que el clau es va col·locar a la nova imatge.
En 1940 es va encarregar la construcció d'una nova imatge del Sant Crist de Piera als escultors i germans Miquel i Llucià Oslé Saénz de Medrano. Basant-se en fotos de l'antic crist, van realitzar un model en guix d'1 metre d'alt i un altre model en guix sol del bust.
EL 14 de novembre de 1940, els Oslé van contractar a Josep Soteras com a escultor tallista per a realitzar el tret de punts i tallatge del Sant Crist. El tret de punts consisteix a traslladar les mesures del model en miniatura a l'obra final, usant instruments de mesura com el compàs.

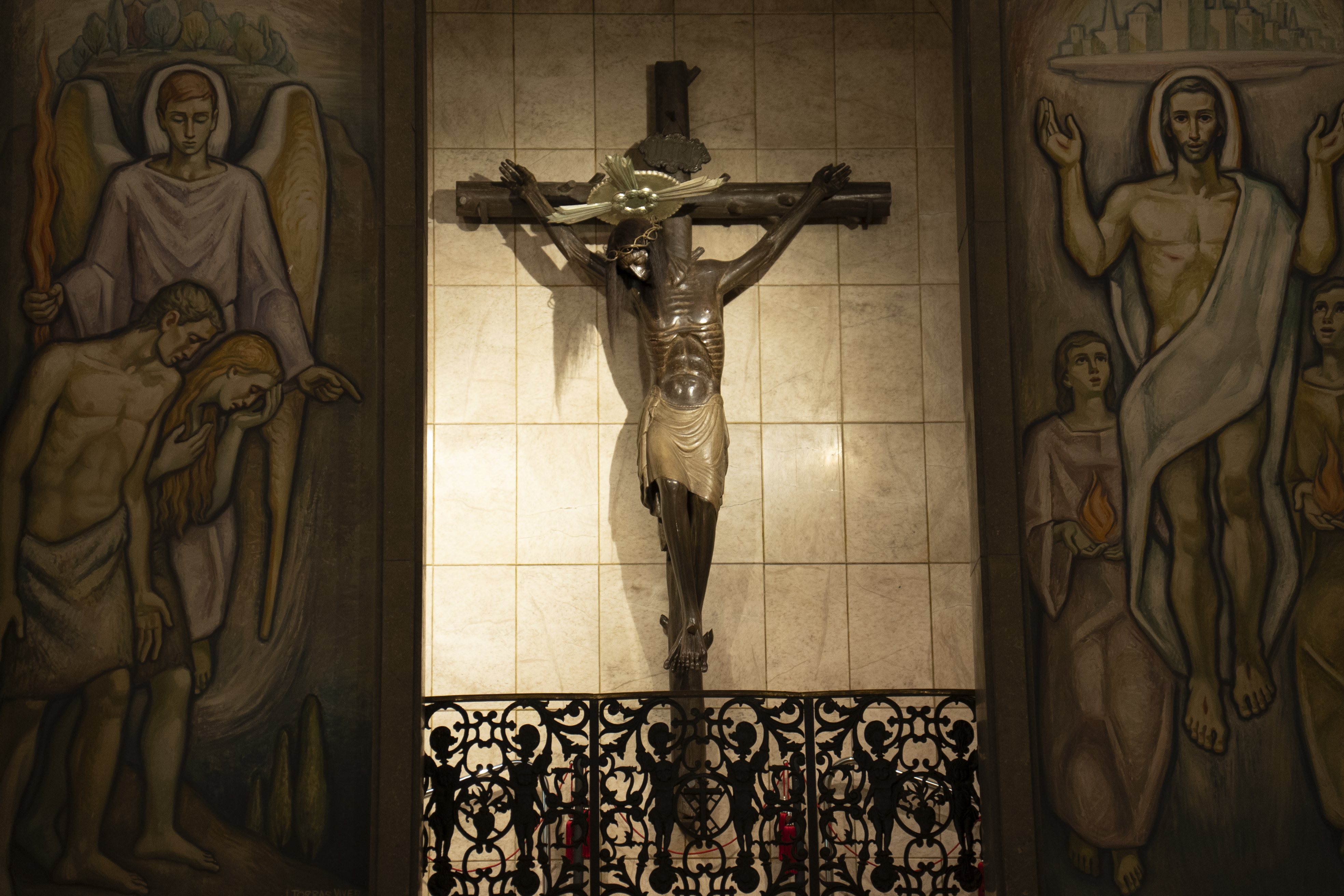
Actual Sant Crist de Piera, obra de Josep Soteras Marsal i els germans Oslé Saénz de Medrano (1941)

El Sant Crist actual està tallat en fusta Coral de la Guinea, similar a la fusta de caoba, d'una qualitat molt resistent, compacta i d'un color una mica vermellós. Una vegada acabada la figura, es va decorar amb pàtines de color, fins a aconseguir el color primitiu de l'anterior Sant Crist. La seva altura total és de 2 metres i 15 centímetres, amb un pes aproximat de 200 Kg, amb cabell natural i d'estil gòtic tardà. Fonts orals diuen que el pèl de l'actual crist podria ser el pèl de l'antiga imatge, que va ser rescatat d'unes vinyes després d'amagar la imatge després del primer intent de crema.
Un detall significatiu és que un dels tres claus que es va conservar de l'antiga imatge està clavat en la nova. També cal destacar que exteriorment la imatge està signada pels germans Oslé, però es diu que Josep Soteras va deixar un paper amb la seva signatura a l'interior de la creu.
El 25 d'abril de 1941, la nova Sagrada Imatge del Sant Crist de Piera, va ser portada en camió de Barcelona i dipositada en el Celler de Calç Bitxo, Piera, que es trobava al carrer Sant Cristòfol, fins a la nit del diumenge 27 d'abril, quan la imatge es va traslladar en una solemne processó fins a l'Església Parroquial de Piera. La imatge va ser col·locada en el seu Cambril de l'Església perquè fos venerada per tots els nombrosos devots que any rere any visiten la imatge del Sant Crist.
El Sant Crist va ser beneït el dia de la seva festivitat, el 28 d'abril de 1941 per Miguel dels Sants Díaz de Gómara, administrador apostòlic de Barcelona.

## Testimoniatge
L'autobiografia de Josep Soteras Marsal, en la qual està basada aquest article, va ser lliurada a Fineta Boncompte, amiga de la família Soteras, que va ser nomenada testimoniatge de la construcció del Sant Crist per Josep Soteras Marsal. Gràcies a ella es conserva aquesta autobiografia i fotografies de l'artista.
Entrevista homenatge a Josep Soteras Marsal en Televisió de Piera (30 d'abril de 2000)